# Тайна (фильм, 1992)
«Тайна» — российский детективный художественный фильм Геннадия Беглова, сюжет основан на романе Росса Макдональда «Последний взгляд».

## Сюжет
Частный детектив Сэм Патрик приезжает в тихий портовый городок, чтобы помочь своему старому приятелю: из дома его клиентов похищена шкатулка. Постепенно открываются всё новые и новые подробности этого простого, на первый взгляд, дела, и детектив оказывается втянут в запутанный клубок внутрисемейных тайн и интриг.

## В ролях
- Повилас Гайдис — Сэм Патрик (озвучивание Валерий Кравченко)
- Наталья Фатеева — Элен Штеммер
- Повилас Станкус[лит.] — Гарри Штеммер
- Сергей Межов — Эдди Штеммер
- Лайма Кернюте[лит.] — мать Гарри Штеммера
- Витаутас Канцлерис[лит.] — дворецкий в доме Штеммеров
- Эра Зиганшина (озвучивание Наталья Гундарева) — Патриция Ролинг
- Александр Завьялов — Оскар
- Неле Савиченко-Климене — Джинни
- Николай Крюков — адвокат Флеминг
- Ирина Гарькуша — Милли Флеминг
- Витаутас Паукште (озвучивание Эрнст Романов) — капитан Вулс
- Георгий Тейх — банкир Ролинг
- Людмила Аринина — экономка Сюзи
- Александр Суснин — Блаженный
- Соната Турксите — стриптизёрша Соната

## Съёмочная группа
- Режиссёр-постановщик: Геннадий Беглов
- Сценарист: Геннадий Беглов
- Оператор-постановщик: Александр Чечулин
- Оператор: Кирилл Тихомиров
- Композитор: Борис Грабовский

В процессе работы над фильмом погиб режиссёр Игорь Шешуков.